# Milorad Ulemek
Milorad Ulemek (en serbe en écriture cyrillique : Милорад „Легија“ Улемек), surnommé également « Legia » (Légonnaire) également connu sous le nom de Milorad Luković (Милорад Луковић) est un ancien colonel de la police secrète serbe, la Jedinica za specijalne operacije (JSO, unité d'opération spéciale) et un ancien commandant paramilitaire durant le conflit de Yougoslavie. 
Il a été reconnu coupable de l'assassinat du Premier ministre serbe Zoran Đinđić et de l'ancien président serbe Ivan Stambolić. Il a également été reconnu coupable de tentative d'assassinat sur le leader de l'opposition serbe Vuk Drašković.

## Biographie
Milorad Ulemek est né le 15 mars 1965 ou 1968 à Belgrade, en Serbie, Yougoslavie, d'une famille d'origine serbe de Croatie.
Son père, Milan Ulemek, était un sous-officier de l'armée yougoslave, et sa mère femme au foyer.
Ulemek a grandi à Novi Beograd. Après une adolescence difficile, il a obtenu son diplôme de mécanique automobile et de médecine à Belgrade.
En 1984, il se rapproche de Kristijan Golubović avec qui il va effectuer des vols sous le surnom de Cema, signifiant ciment.
Après un braquage échoué, Ulemek s'enfuit en France et rejoint la Légion étrangère le 10 avril 1986. Il reste pendant 6 ans dans le 2e régiment étranger de parachutistes servant au Tchad, en Guyane française, et en Yougoslavie. Il prendra plus tard le nom de guerre de Legija, signifiant Légion, en raison de sa carrière militaire dans la Légion.
Avec le 2e REP, il sert comme traducteur pour l'armée française, au grade de sergent, en Yougoslavie.
Lorsque le conflit de Yougoslavie éclata en 1992, il déserta de la légion pendant une permission et revint en Yougoslavie.
Il rejoint alors la Garde des volontaires serbes (en serbe en écriture cyrillique : Српска добровољачка гарда, Srpska dobrovoljačka garda, les Tigres d'Arkan) sous le commandement de Željko Ražnatović, nom de guerre Arkan.

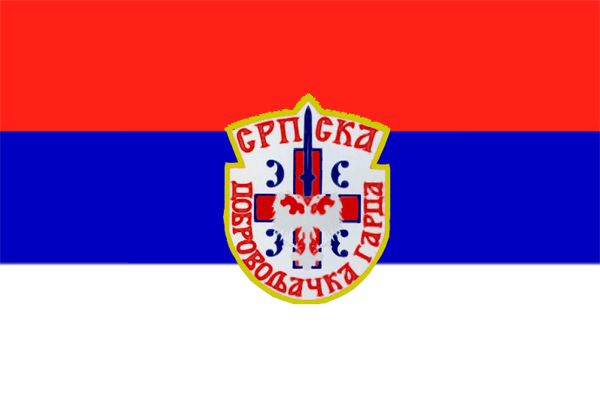
Drapeau officiel de la Srpska dobrovoljačka garda plus connu sous le nom des « Tigres d'Arkan » dont Ulemek était commandant.

Ulemek devint un proche d'Arkan et devint commandant d'unité des « tigres ».
Il a ainsi commandé les Super tigrovi, unité spéciale qui intervenait dans l'Est de la Slavonie.
Les « tigres » d'Arkan furent dissous en avril 1996, et tous les membres ont été amenés à rejoindre l'armée yougoslave.
Cependant, la même année, le JSO, unité d'opération spéciale, est fondée.
Jovica Stanišić dirigeant alors les services secrets, demande à Ulemek de rejoindre l'unité. 
En 1999, Ulemek devient le dirigeant des « bérets rouges » et devient colonel de JSO SDB Serbia en avril 2001.
Les bérets rouges ont été utilisés par Milosevic pour les opérations spéciales en Croatie, Bosnie-Herzégovine et au Kosovo.

## Vie personnelle
Il a épousé Maja Luković en 1996 à Belgrade et a pris le nom de sa femme. 
Sa chanson préférée est Feuer frei! du groupe Rammstein[pertinence contestée].

## Procès
Après la guerre, Ulemek fut jugé par contumace, notamment pour les assassinats de dirigeants serbes, le premier ministre serbe Zoran Đinđić et l'ancien président serbe Ivan Stambolić.
Cependant, Ulemek se rendit en mai 2004 après s'être caché pendant plus d'un an.
Le président de la cour, Nata Mesarovic, déclara les actes de Ulemek comme « des assassinats politiques, des actes criminels dirigés contre l'État », impliquant une union sacrée entre la mafia et la police pour prendre le pouvoir.
Ulemek a été condamné à 120 ans de prison pour ses crimes. En prison, il a écrit plusieurs romans : La Tranchée de fer, Le Légionnaire, Les Garçons du Brésil, Meute de loups, La fin, Le secret de mon cœur, Le sang, les larmes et la transpiration, Les étapes de la défaite, L'amour ne croit pas aux larmes, Dernier convoi…